# Kloroform
A kloroform (régi magyar nevén hangyanyhalvag) a halogénezett szénhidrogének közé tartozó szerves vegyület, összegképlete: CHCl3. Neve a görög khlórosz (χλωρός = zöldessárga) és a hangyasav (formica latinul hangya) összevonásából van.
Színtelen, kellemes szagú, édeskés ízű folyadék. Vízben rosszul, szerves oldószerekben (benzolban, alkoholban, éterben) jól oldódik. A szerves molekulákat általában jól oldja, ezért az egyik legelterjedtebb oldószer. A mozgásszervi fájdalmak kezelésben használatos, ún. Ritex-pakolás egyik összetevője. Korábban gőzeit altatásra használták, mert azok kábító, narkotikus hatásúak. Altatószerként ma már nem használatos, mert szívbénulást és májkárosodást okozhat. Plexiüveg ragasztására alkalmas. Tárolása körültekintést igényel, mert a levegő oxigénje és fény hatására nagyon mérgező foszgén és sósav (hidrogén-klorid) keletkezik. A bomlás visszaszorítható néhány százalék etanol hozzáadásával.

## Története, felfedezése
Kloroformot először Liebig és Souberian állított elő etanol és klórmész reakciójában, 1831-ben. Összetételét Dumas ismerte fel először helyesen, 1835-ben.

## Előállítása
A kloroformot iparilag metán klórozásával állítják elő:
CH4 + Cl2 → CH3Cl + HCl
CH3Cl + Cl2 → CH2Cl2 + HCl
CH2Cl2 + Cl2 → CHCl3 + HCl
A reakció tovább folytatódhat, szén-tetraklorid is keletkezik.
CHCl3 + Cl2 → CCl4 + HCl
A reakcióban a négy alkil-halogenid elegye, azaz klórmetán (metil-klorid), diklórmetán (metilén-klorid), kloroform (triklórmetán) és szén-tetraklorid (tetraklórmetán) keletkezik, melyből a kloroform desztillációval választható el.
Korábban etanol vagy aceton és klórmészoldat reakciójával is előállítottak kloroformot.

## Kémiai tulajdonságai
A kloroform a többi alkil-halogenidhez hasonlóan nem gyúlékony.
Klóratomjai reakcióképesek. Lúgokkal főzve a kloroform a hangyasav megfelelő sójává alakul. Hasonló elven megy végbe az a reakciója is, amelyben nátrium-alkoholátokkal reagáltatva ortohangyasav-észterek keletkeznek.
Levegő és fény hatására bomlást szenved, mely során foszgénné oxidálódik, ezért a kloroformot színültig töltött barna színű üvegben tartják. Ezenkívül a folyamat lassítására stabilizátorként 0,5–1% etil-alkoholt adagolnak hozzá.
Az alkohol stabilizáló hatása azon alapul, hogy a foszgénnel reakcióba lépve szénsav-észtert szolgáltat, amely – ellentétben a foszgénnel – nem mérgező hatású.
A kloroform etanolban, dietil-éterben és benzolban korlátlanul, acetonban és tetraklórmetánban közepesen jól, vízben csekély mértékben oldódik.